# Política de Antigua y Barbuda

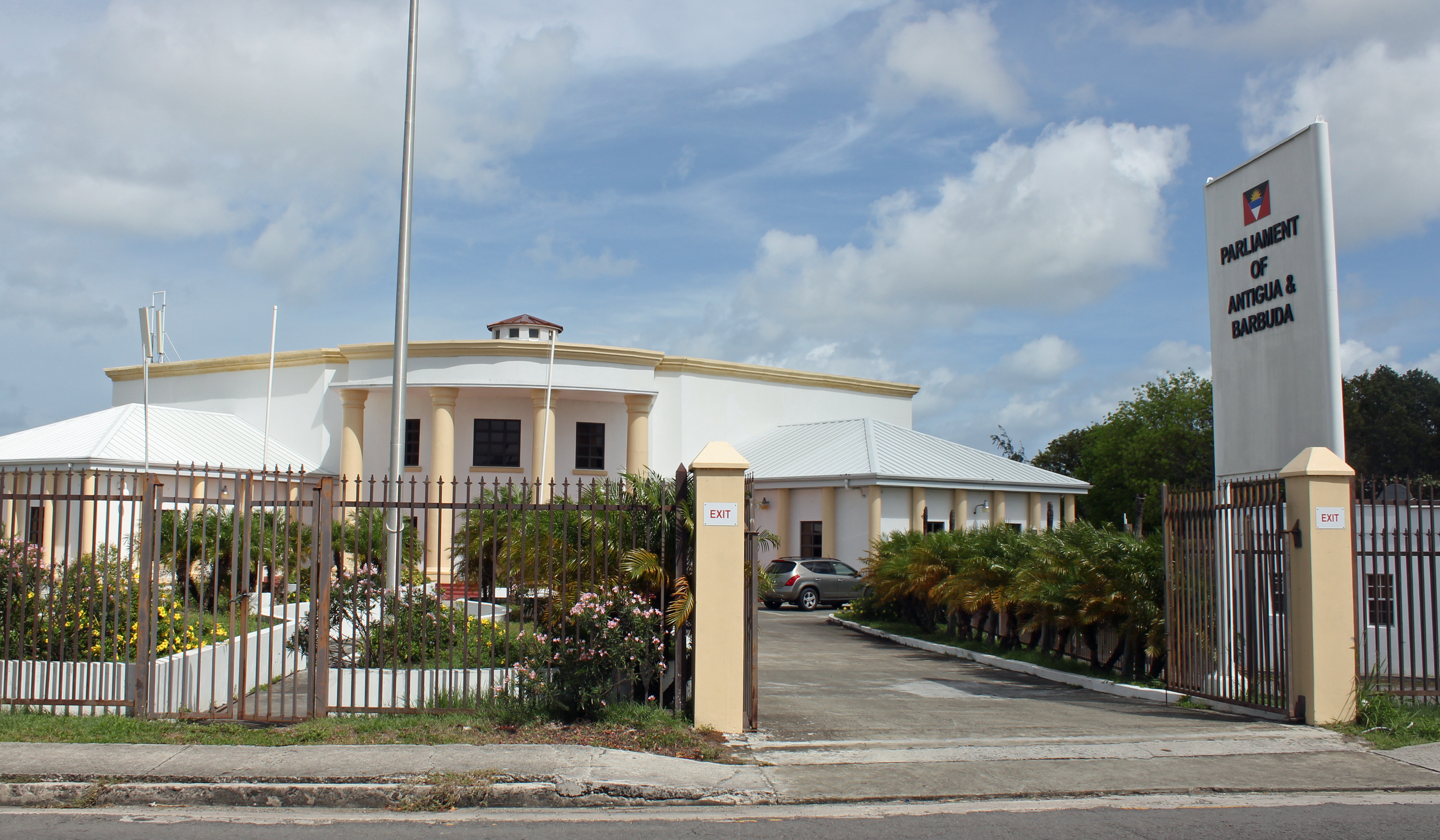
Sede del parlamento de Antigua y Barbuda

Política de Antigua y Barbuda; este territorio insular posee un sistema de gobierno denominado Democracia Parlamentaria, dentro de la Mancomunidad de Naciones, o Mancomunidad Británica de Naciones. Perteneció como Colonia a Gran Bretaña desde 1816. Administrativamente se divide en 2 dependencias o provincias: Barbuda y Redonda; junto a 6 parroquias: Saint George, Saint John, Saint Mary, Saint Paul, Saint Peter, Saint Philip. El Derecho a Sufragio es para todos los ciudadanos mayores de 18 años.

## Poder ejecutivo
El jefe de Estado es el monarca de la Mancomunidad de Naciones, actualmente Carlos III del Reino Unido. El rey ejerce su poder a través del Gobernador general de Antigua y Barbuda, llamado así desde 1981. Antes el cargo se denominaba Gobernador (1816-1936) y Administrador (1936-1981). La actual gobernadora es Louise Lake-Tack.
Mientras, el jefe de gobierno es el primer ministro, de acuerdo a la Constitución de Antigua y Barbuda que data de 1981. En estos momentos el primer ministro es Gaston Browne.

### Lista de jefes de Estado
- Jorge III del Reino Unido (Dinastía de Hanover, 1760-1820)
- Jorge IV del Reino Unido (Dinastía de Hanover, 1820-1830)
- Guillermo IV del Reino Unido (Dinastía de Hanover, 1830-1837)
- Victoria I del Reino Unido (Dinastía de Hanover, 1837-1901)
- Eduardo VII del Reino Unido (Dinastía de Sajonia-Coburgo-Gotha, 1901-1910)
- Jorge V del Reino Unido (Dinastía Windsor, 1910-1936)
- Eduardo VIII del Reino Unido (Dinastía Windsor, 1936)
- Jorge VI del Reino Unido (Dinastía Windsor, 1936-1952)
- Isabel II del Reino Unido (Dinastía Windsor, 1952-2022)
- Carlos III del Reino Unido (Dinastía Windsor, 2022-actualidad)

### Lista de gobernadores
Gobernadores
- George William Ramsay (1816-1819)
- Benjamin D'Urban (1819-1826)
- Patrick Ross (1826-1832)
- Evan John Murray MacGregor (1832-1836)
- William MacBean George Colebrooke (1837-1842)
- Charles Agoustus Fitzroy (1842-1846)
- James Macaulay Higginson (1847-1850)
- Robert James Mackintosh (1850-1855)
- Ker Baillie Hamilton (1855-1863)
- Stephen John Hill (1863-1868)
- Benjamin Chilley Campbell Pine (1869-1873)
- Henry Turner Irving (1873-1874)
- George Berkeley (1874-1881)
- Bufford-Hancock (1881)
- John Hawley Glover (1881-1884)
- Charles Cameron Lees (1884-1885)
- Charles Monroe Eldridge (1885)
- Jenico William Joseph Preston (1885-1888)
- William Frederick Haynes Smith (1888-1895)
- Francis Fleming (1895-1901)
- Henry Moore Jackson (1901-1902)
- Gerald Strickland (1902-1904)
- Clement Courtenay Knollys (1904-1905)
- Ernest Bickham Sweet-Escott (1906-1912)
- Henry Hesketh Joudou Bell (1912-1916)
- Edward Marsh Merewether (1916-1921)
- Eustace Edward (1921-1929)
- Thomas Reginald St. Johnston (1929-1936)

Administradores
- Hubert Eugène Bader (1936)
- James Dundas Harford (1936-1941)
- Herbert Boon (1941-1944)
- F.S. Harcourt (1944-1946)
- Leslie Stuart Greening (1946-1947)
- Richard St. John Ormerod Wayne (1947-1954)
- Alec Lovelace (1954-1958)
- Ian Turbott (1958-1964)
- David James Gardiner Rose (1964-1967)
- Wilfred E. Jacobs (1967-1981)

Gobernadores generales
- Wilfred E. Jacobs (1981-1993)
- James Carlisle (1993-2007)
- Louise Lake-Tack (2007-2014)
- Rodney Williams (2014-actualidad)

## Poder legislativo
Es ejercido por el Parlamento bicameral. La Cámara de Representantes está compuesta por 17 diputados y el Senado por 17 senadores. El Partido Progresista Unido controla ampliamente la Cámara de Representantes con 12 escaños.

### Lista de jefes de gobierno
Premieres
- Vere Cornwall Bird (Laborista, 1960-1971)
- George Walter (Laborista Progresista, 1971-1976)
- Vere Cornwall Bird (Laborista, 1976-1981)

Primeros Ministros
- Vere Cornwall Bird (Laborista, 1981-1994)
- Lester Bird (Laborista, 1994-2004)
- Baldwin Spencer (Progresista Unido, 2004-2014)
- Gaston Browne (Laborista, 2014-presente)

## Poder judicial
La máxima corte es el Tribunal Supremo del Caribe Oriental.

## Partidos políticos
- Movimiento del Pueblo de Barbuda (BPM)
- Movimiento Nacional Reformista
- Partido Laborista de Antigua (MONTANA)
- Partido Progresista Unido (UPP): una coalición de tres partidos, actualmente en el gobierno, el Partido Nacional Democrático Unido (UNDP), Movimiento Caribeño de la liberación de Antigua (ACLM) y Movimiento Progresista Laborista (PLM)